# The Lost (film, 2006)
Pour les articles homonymes, voir Lost.
Pour plus de détails, voir Fiche technique et Distribution.
The Lost est un film d'horreur psychologique américain de Chris Sivertson (en) sorti en 2006. Il est basé sur le roman de Jack Ketchum du même nom, qui à son tour a été inspiré par l'histoire vraie du tueur en série Charles Schmid. Il a été produit par Lucky McKee. Le film met en vedette Marc Senter (en) dans le rôle du charismatique adolescent sociopathe Ray Pye. Marc Senter a remporté les prix du meilleur acteur de Screamfest Horror Film Festival (en) et de Fantaspoa. Le film a eu sa première au South by Southwest avec une sortie en salles limitée peu de temps après.

## Synopsis
Ray Pye, 19 ans, décide d'assassiner deux jeunes femmes. Ses amis Jen et Tim, sont témoins du meurtre et l'aident à le dissimuler.
Quatre ans plus tard, Ray n'a jamais été arrêté pour le crime. Le détective Charlie Schilling et son ex-partenaire, Ed Anderson, savent que Ray l'a fait mais ils n'ont pas pu le prouver. Charlie pense qu'il est temps qu'ils fassent quelque chose. Pendant ce temps, Ray a rencontré son match à Katherine Wallace, une nouvelle fille en ville. Elle et Ray sont une combinaison potentiellement explosive. Ajoutez à cela le fait qu'Ed a une aventure estivale avec Sally Richmond, une fille assez jeune pour être sa fille. Et Sally vient de trouver un emploi au motel que Ray gère. Ray a un œil sur elle.
Charlie et Ed n'ont jamais trouvé l'arme que Ray a utilisée pour assassiner les femmes du camping. Ce fusil, ainsi qu'une arme de poing, sont cachés derrière le miroir de la salle de bain de Ray. Ray ne peut être poussé que jusqu'à présent. Le temps viendra où il enlèvera le miroir du mur et montrera à tous ceux qui sont en charge.

## Fiche technique
- Titre : The Lost
- Réalisateur : Chris Sivertson (en)
- Musique : Tim Rutili (en)
- Production : Lucky McKee
- Société de production : Anchor Bay Entertainment
- Pays d’origine :  États-Unis
- Langue : Anglais
- Genre : Horreur, thriller
- Durée : 119 minutes
- Dates de sortie : 
  - 12 mars 2006 (SXSW)
  - 11 février 2008 (États-Unis)

## Distribution
- Marc Senter (en) : Ray Pye
- Shay Astar : Jennifer Fitch
- Alex Frost : Tim Bess
- Michael Bowen : Detective Charlie Schilling
- Robin Sydney : Katherine Wallace
- Megan Henning : Sally Richmond
- Ed Lauter : Ed Anderson
- Katie Cassidy : Dee Dee
- Dee Wallace : Barbara Hanlon
- Misty Mundae : Lisa Steiner
- Ruby Larocca : Elise Hanlon
- Tom Ayers : Eddie
- Tony Carreiro (en) : Tom Wallace
- Cynthia Cervini : Etta
- Rob Elk : Lenny Bess
- Cornelia Guest (en) : la maman de Katherine
- Alice Hirson (en) : Mme Griffith
- Jack Ketchum : Teddy Panik
- Cristiana Ladki : Tonianne Primiano
- Mike McKee : Mr. Griffith
- Shelli Merrill : Liz Wellman
- Tony Moras : Roger
- Belle Morte : Carla
- Richard Riehle : Bill Richmond
- Helen Siff : Jane Pye
- Eddie Steeples : Stevie-Ray
- Justin Stone : Ken Wellman
- Trevor Graciano : l'ami de Ray